# Hangar-7
Pour les articles homonymes, voir Hangar (homonymie), 7 et Red Bull.
Le Hangar-7 ou Red Bull Hangar-7 est un musée de l'aéronautique et de l'automobile Red Bull, inauguré en 2003, sur l'aéroport de Salzbourg-W.-A.-Mozart de Salzbourg en Autriche,.

## Histoire
Ce musée aéronautique et automobile Red Bull de l'aéroport de Salzbourg-W.-A.-Mozart, est fondé entre 1999 et 2003 par Dietrich Mateschitz (fondateur de Red Bull en 1984, à Fuschl am See en Autriche, à 30 km à l'est) avec des salons d'aéroport, des bars d'aviateurs (Carpe diem Lounge-Café, Threesixty Bar, et Mayday Bar), et un restaurant gastronomique Ikarus (Icare) du chef cuisinier autrichien Eckart Witzigmann (« Cuisinier du siècle » du Gault et Millau, 3 étoiles au Guide Michelin). 

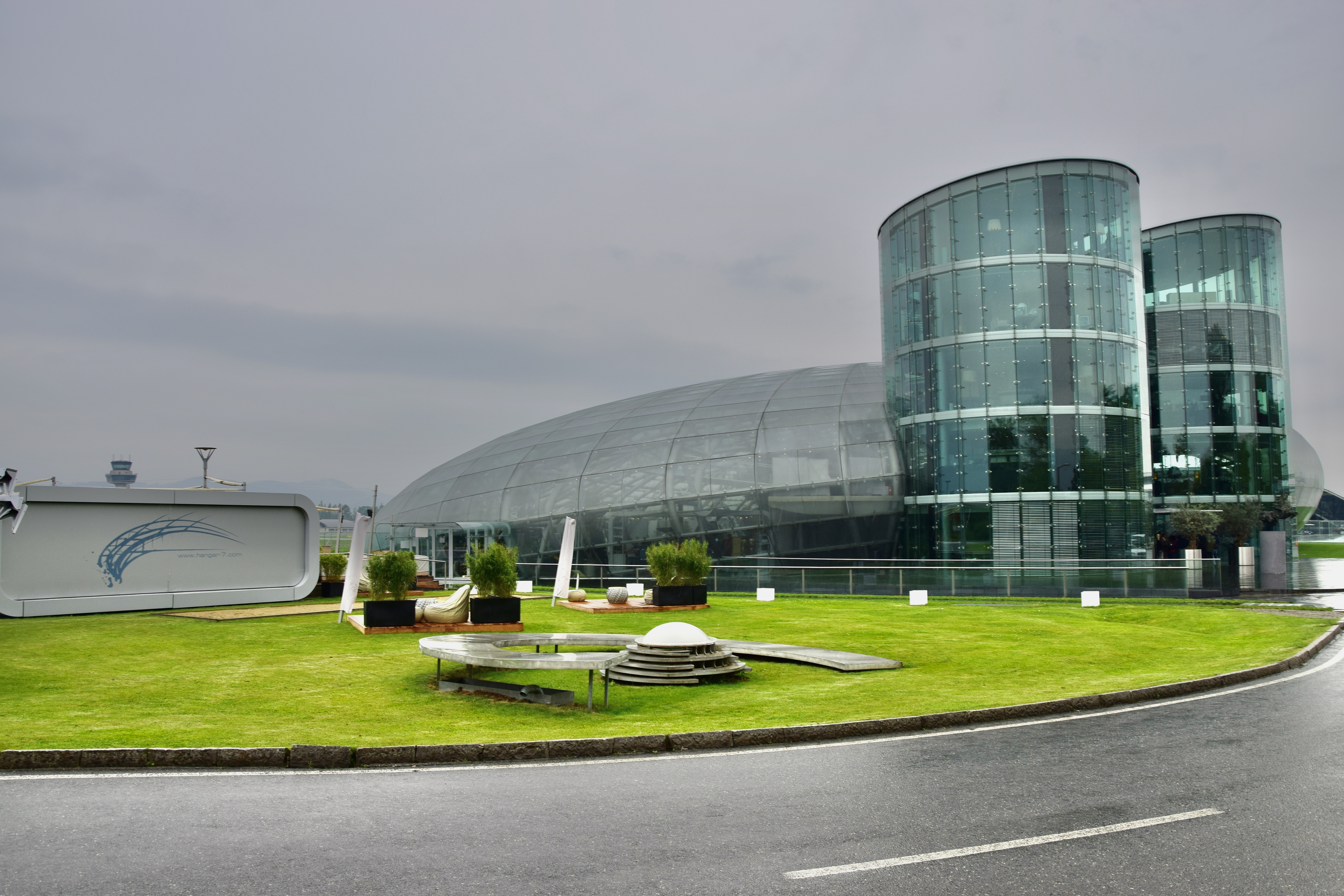
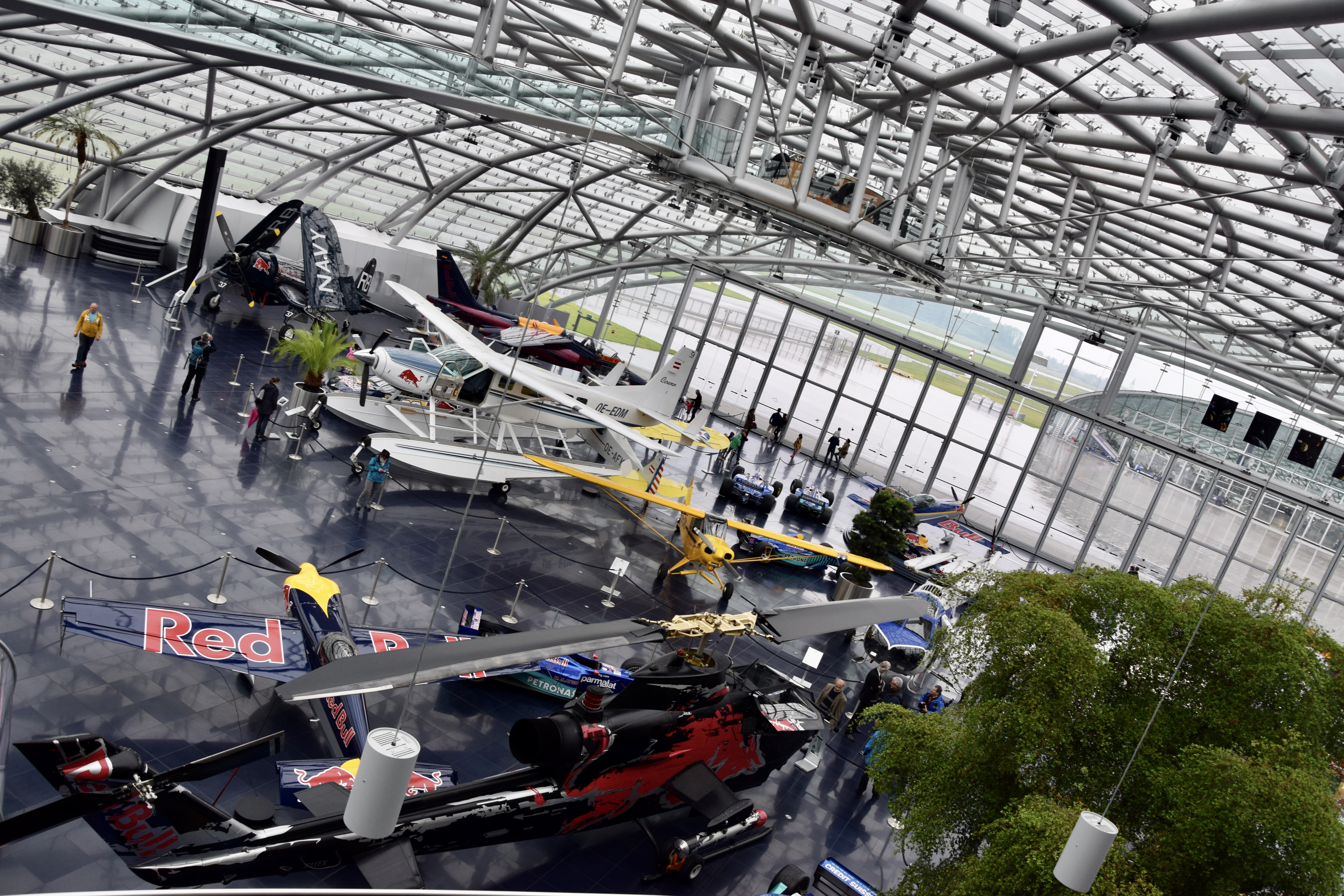
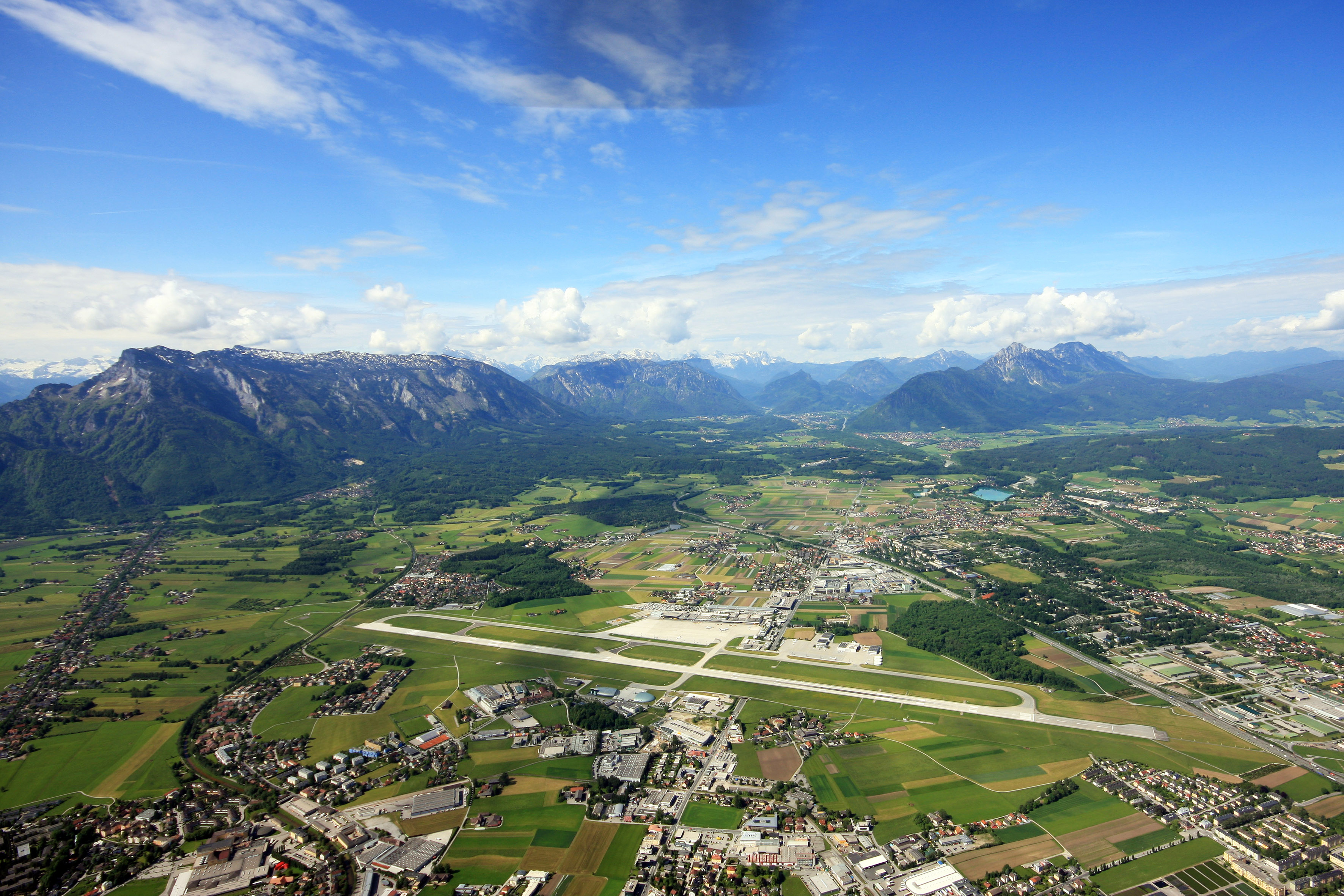
Aéroport de Salzbourg-W.-A.-Mozart

Un « Hangar-8 » similaire voisin plus petit fait office de base officielle et de centre de maintenance de sa flotte d'avions Flying Bulls, et de sa patrouille acrobatique Flying Bulls Aerobatics Team,, exposées dans le musée.

## Architecture
Le bâtiment de style moderne-blob (de 100 m de long, 67 m de large, et 15 m de hauteur) est construit en 2003 par les architectes autrichiens Volkmar Burgstaller et Waagner-Biro (en), en forme de dôme-elliptique et d'aile d'avion vitré, constitué de 1 200 tonnes d'acier et de 380 tonnes de verre, pour 7000 m² de surface vitrée. 

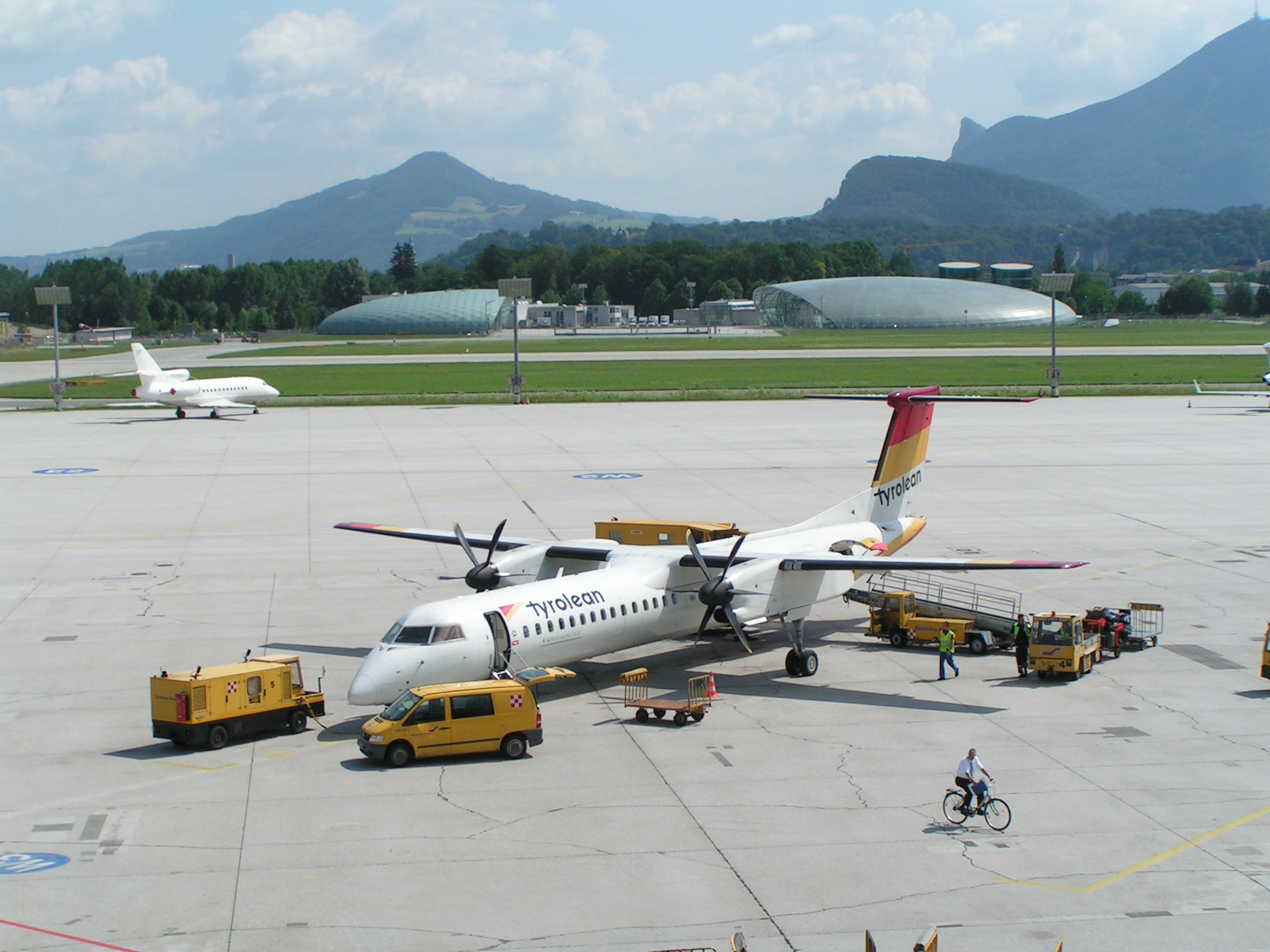
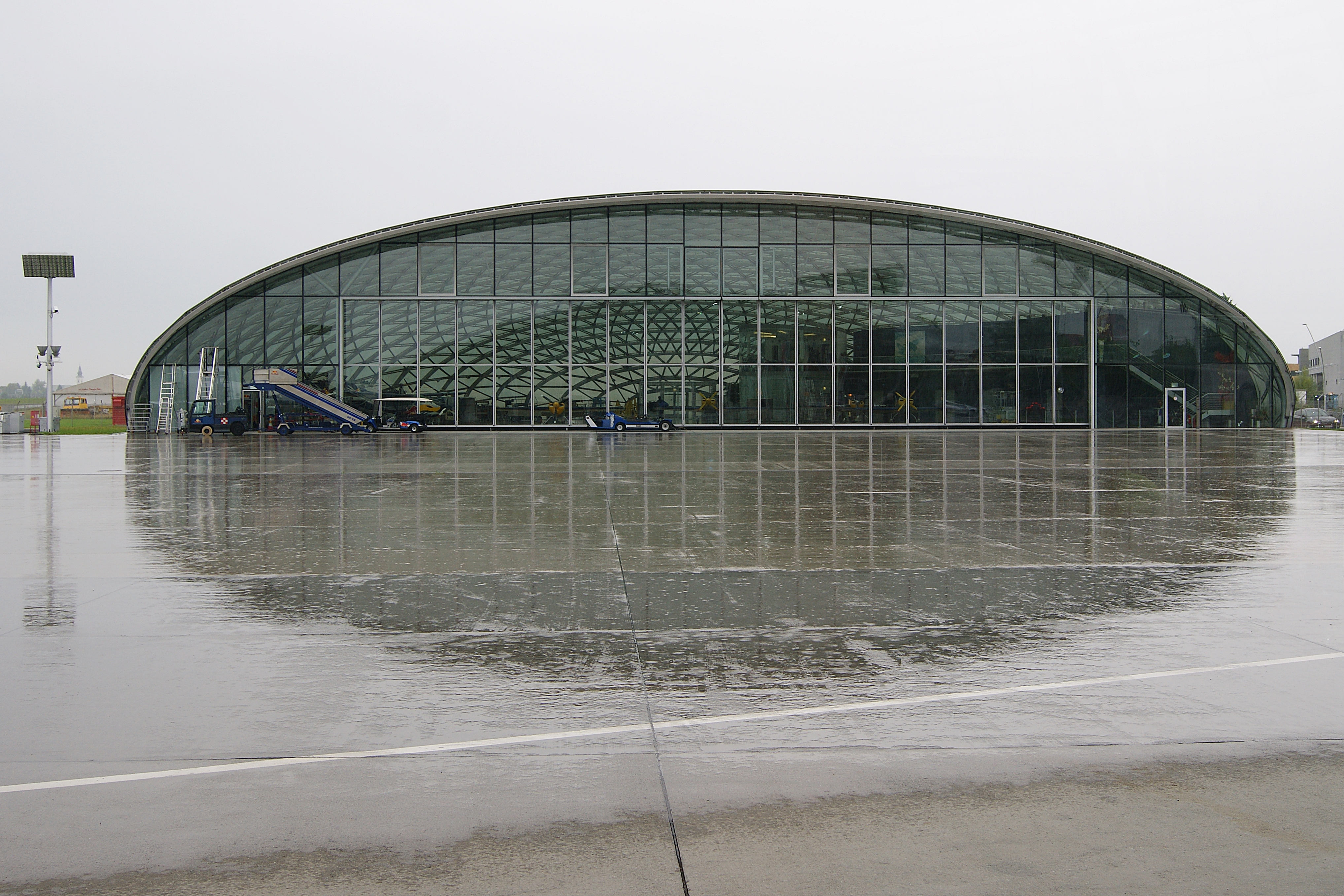
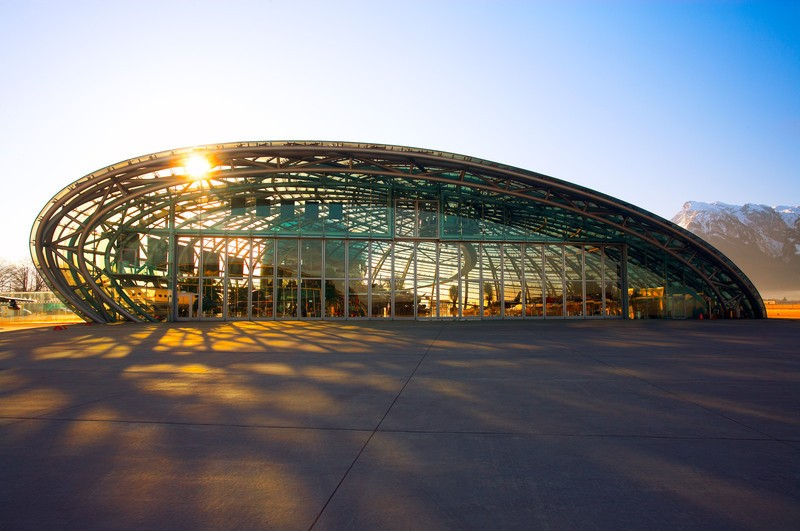

## Exposition
Le musée expose en particulier une importante collection de voitures de compétition et de Formule 1 Red Bull Racing et Team Red Bull, et d'aéronefs Flying Bulls, Team Red Bull (course aérienne), et de championnat du monde Red Bull de course aérienne, avec en particulier des Chance Vought F4U Corsair, Douglas DC-6, Lockheed P-38 Lightning, North American B-25 Mitchell, Boeing-Stearman Model 75, North American T-28 Trojan, Alpha Jet, Bell AH-1 Cobra...

Quelques modèles exposés
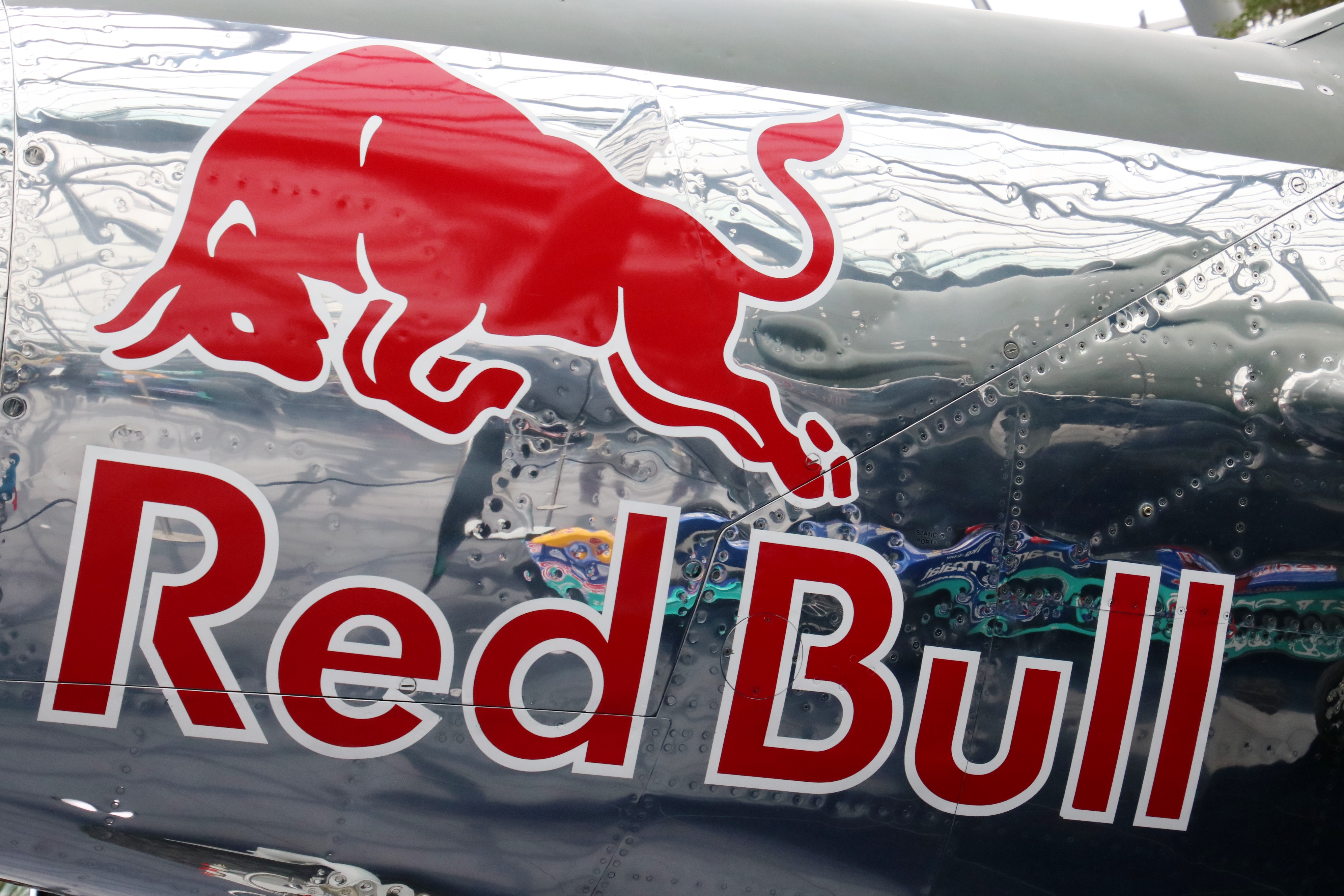
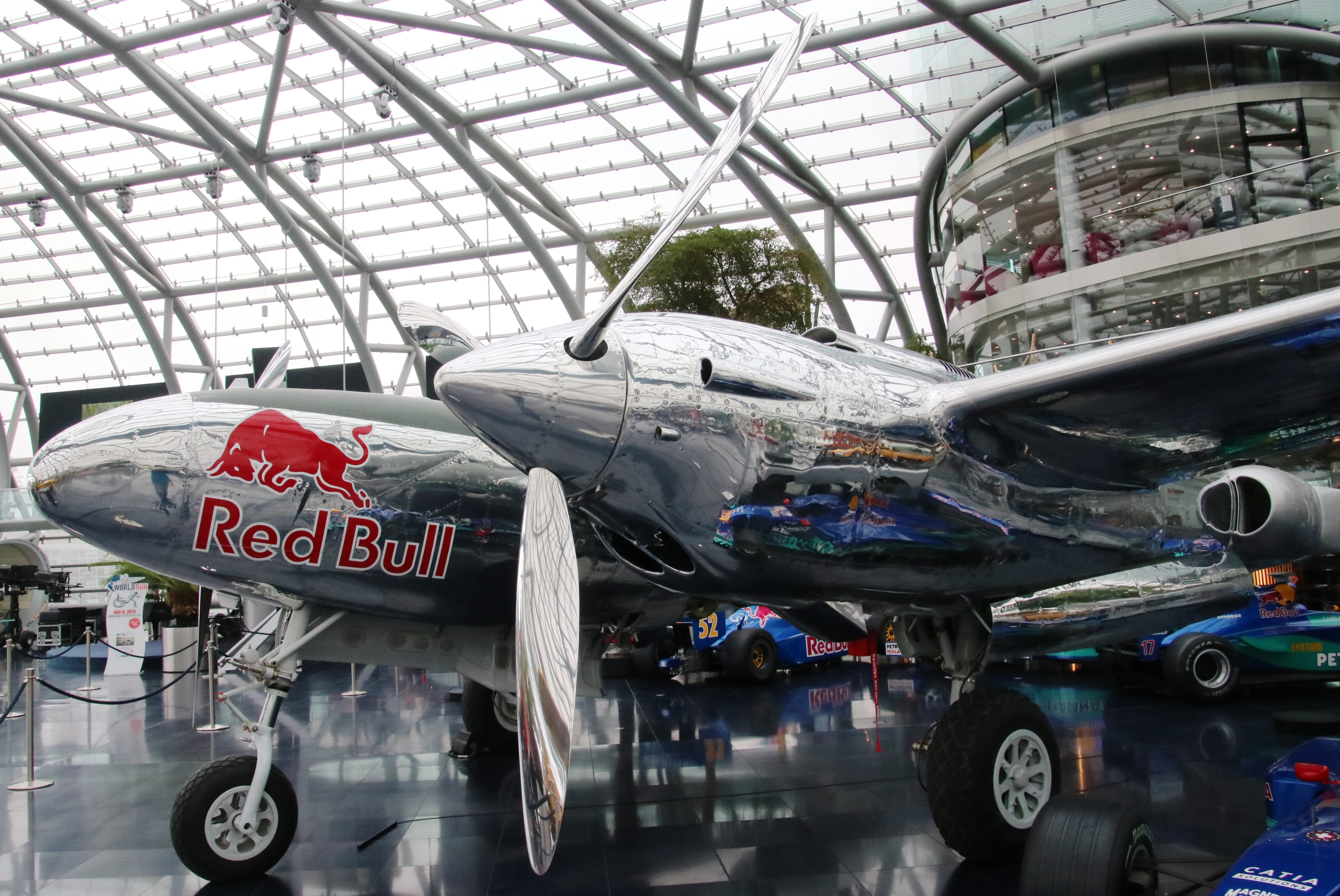
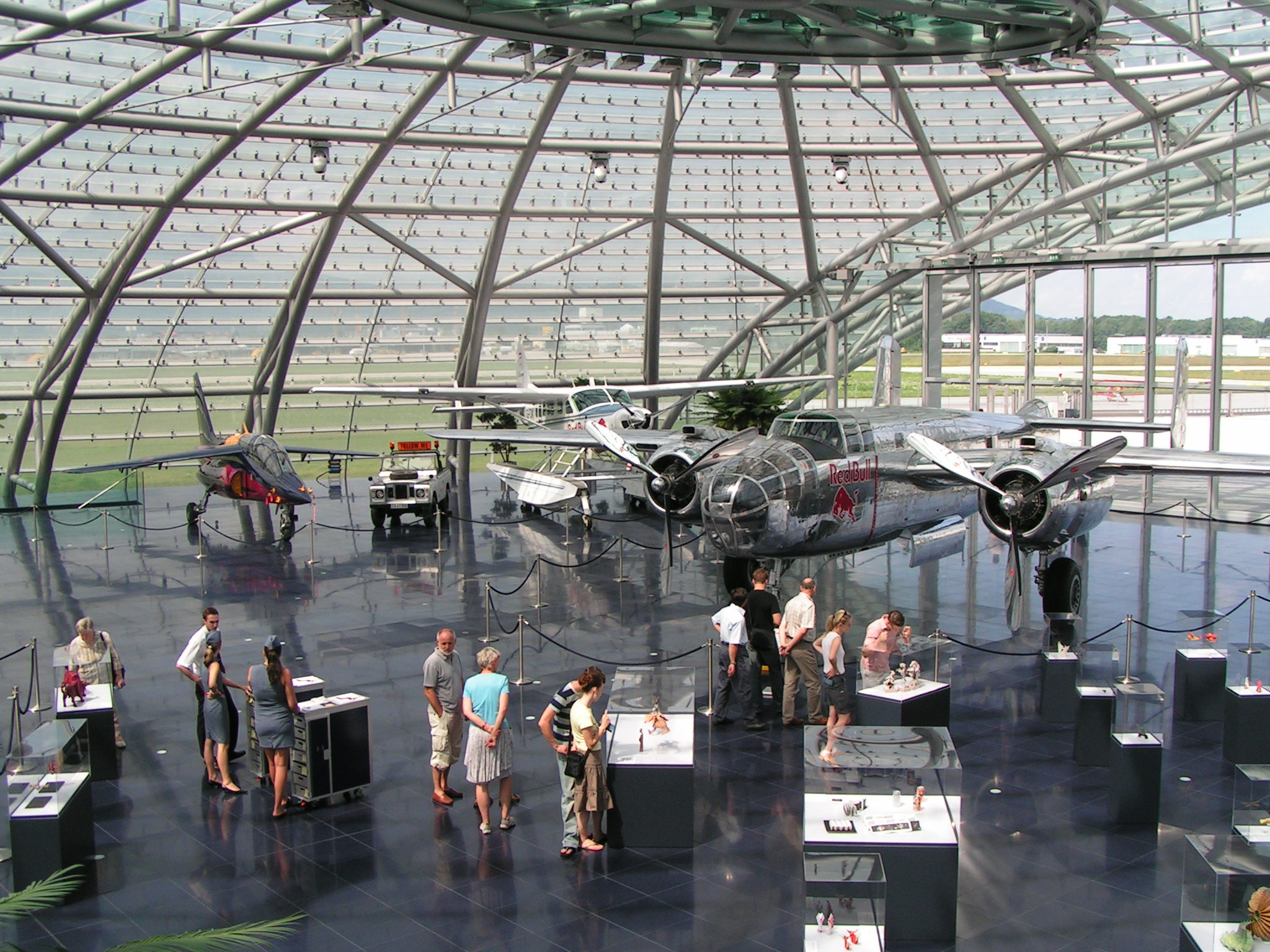
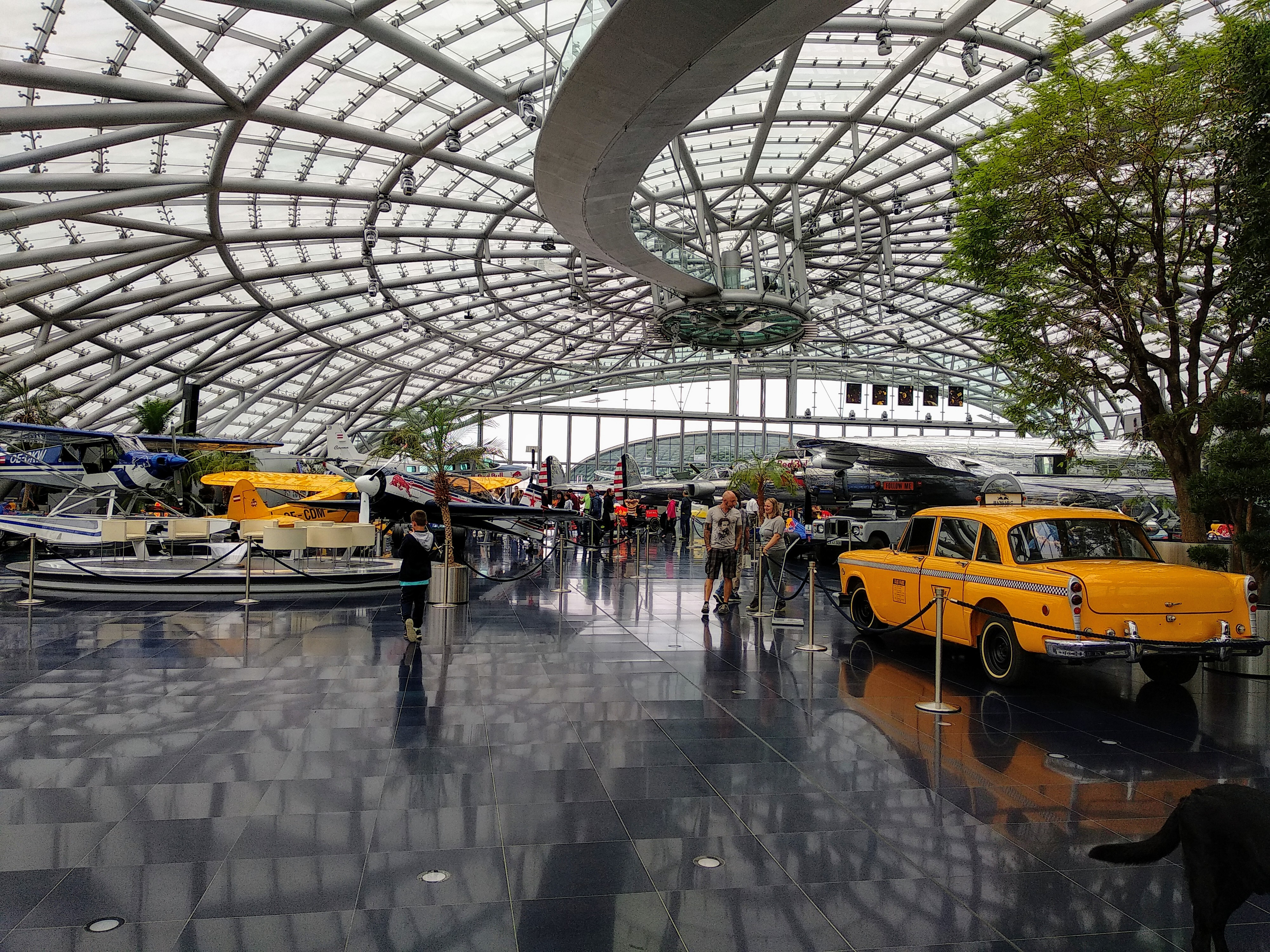
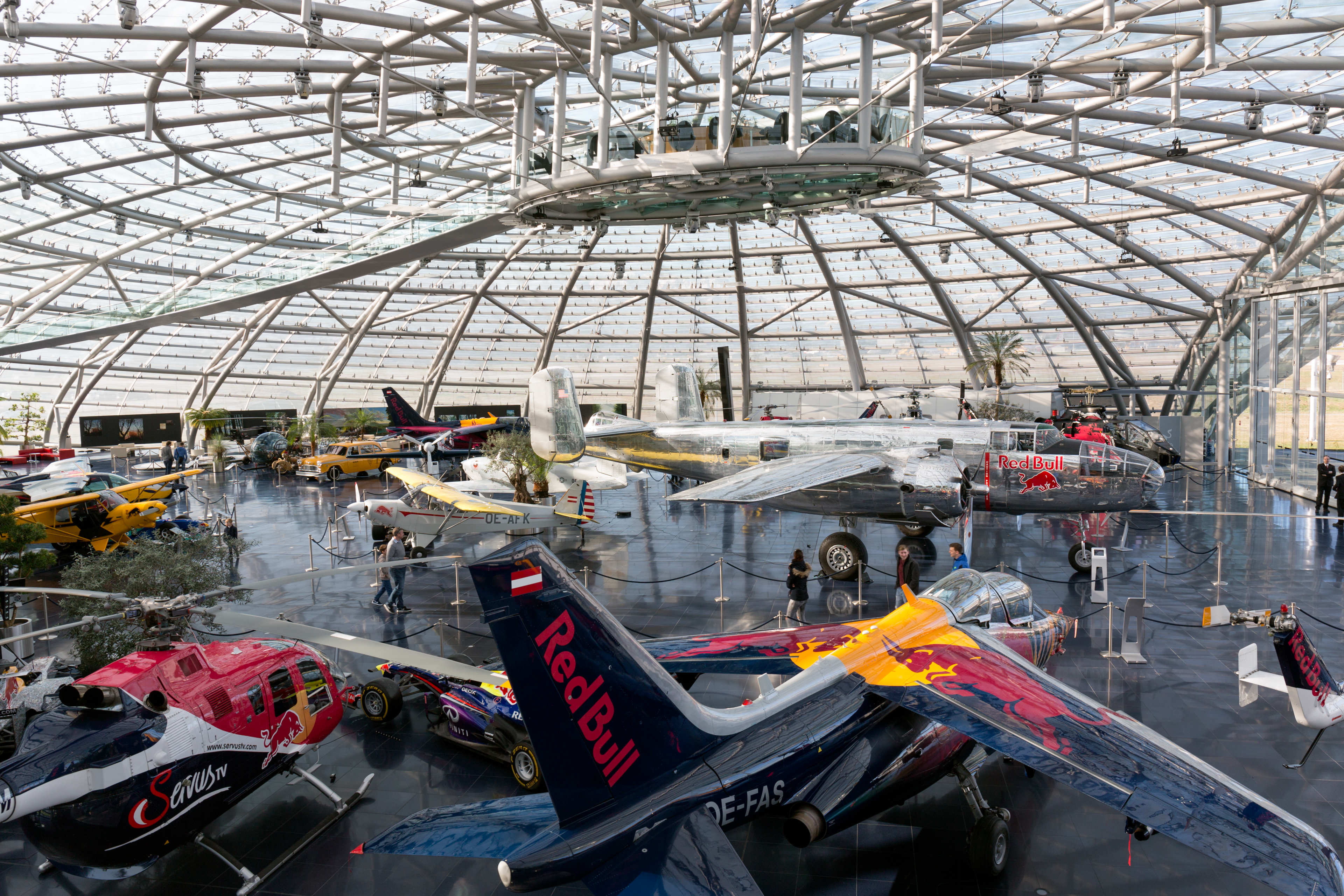
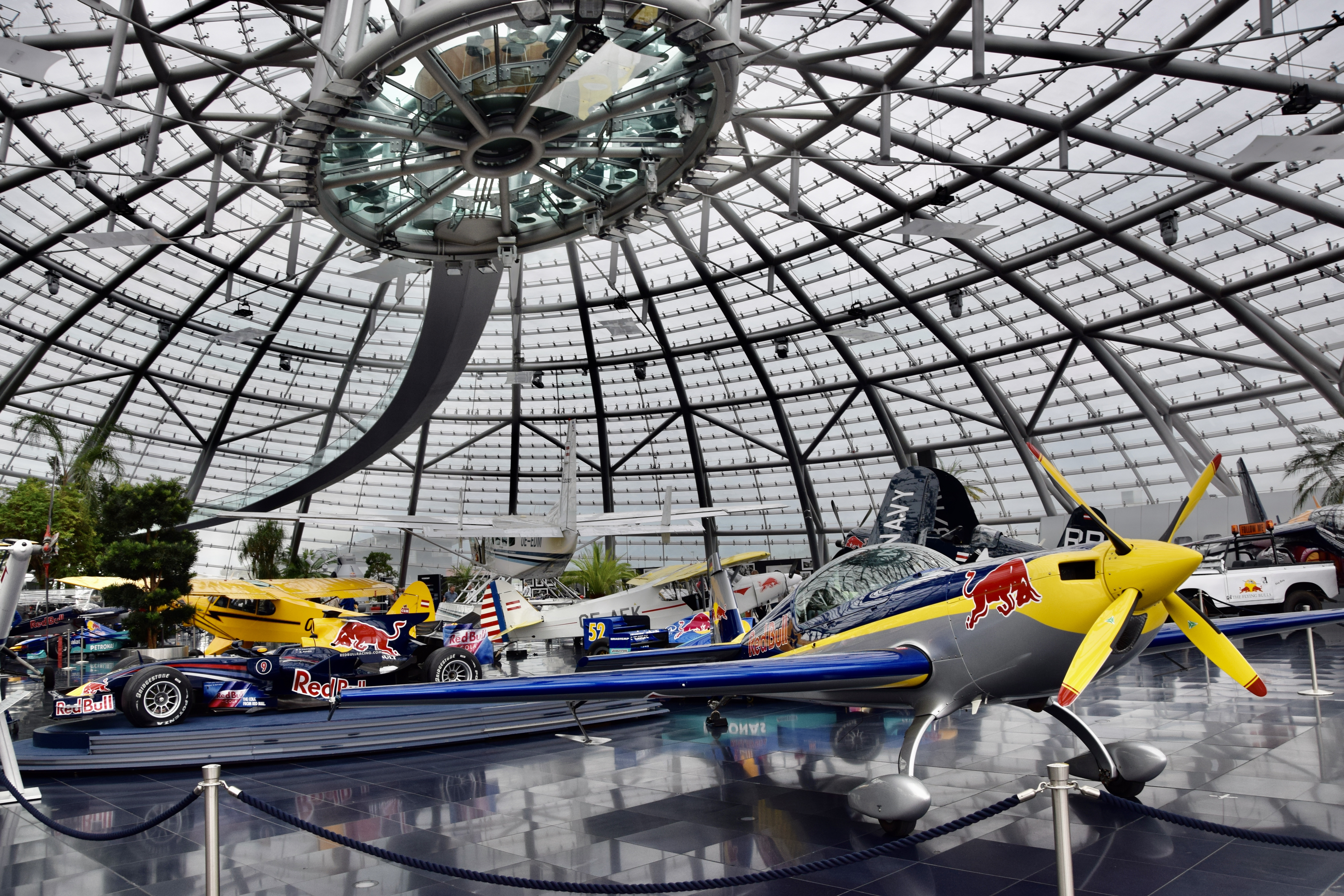
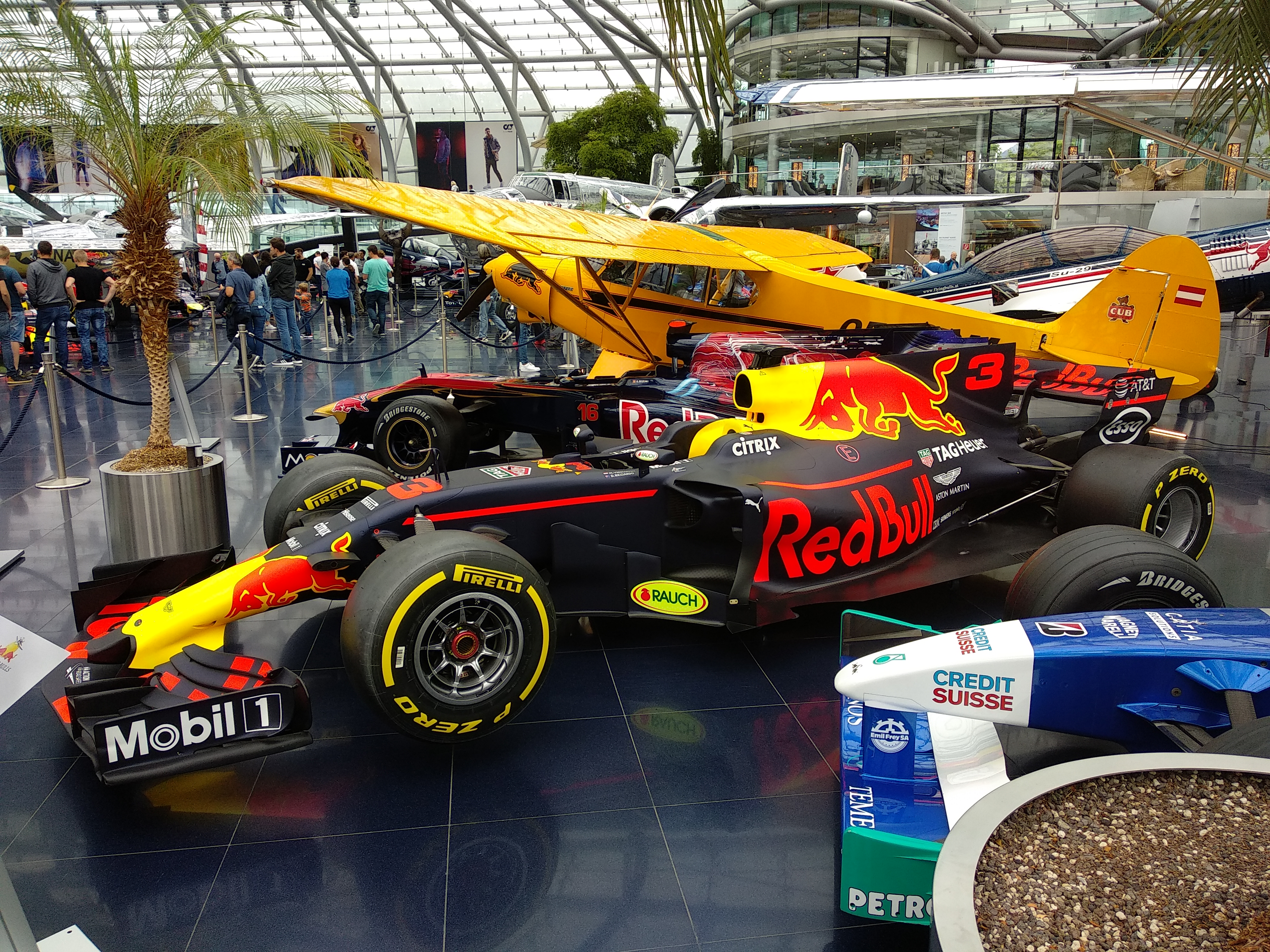
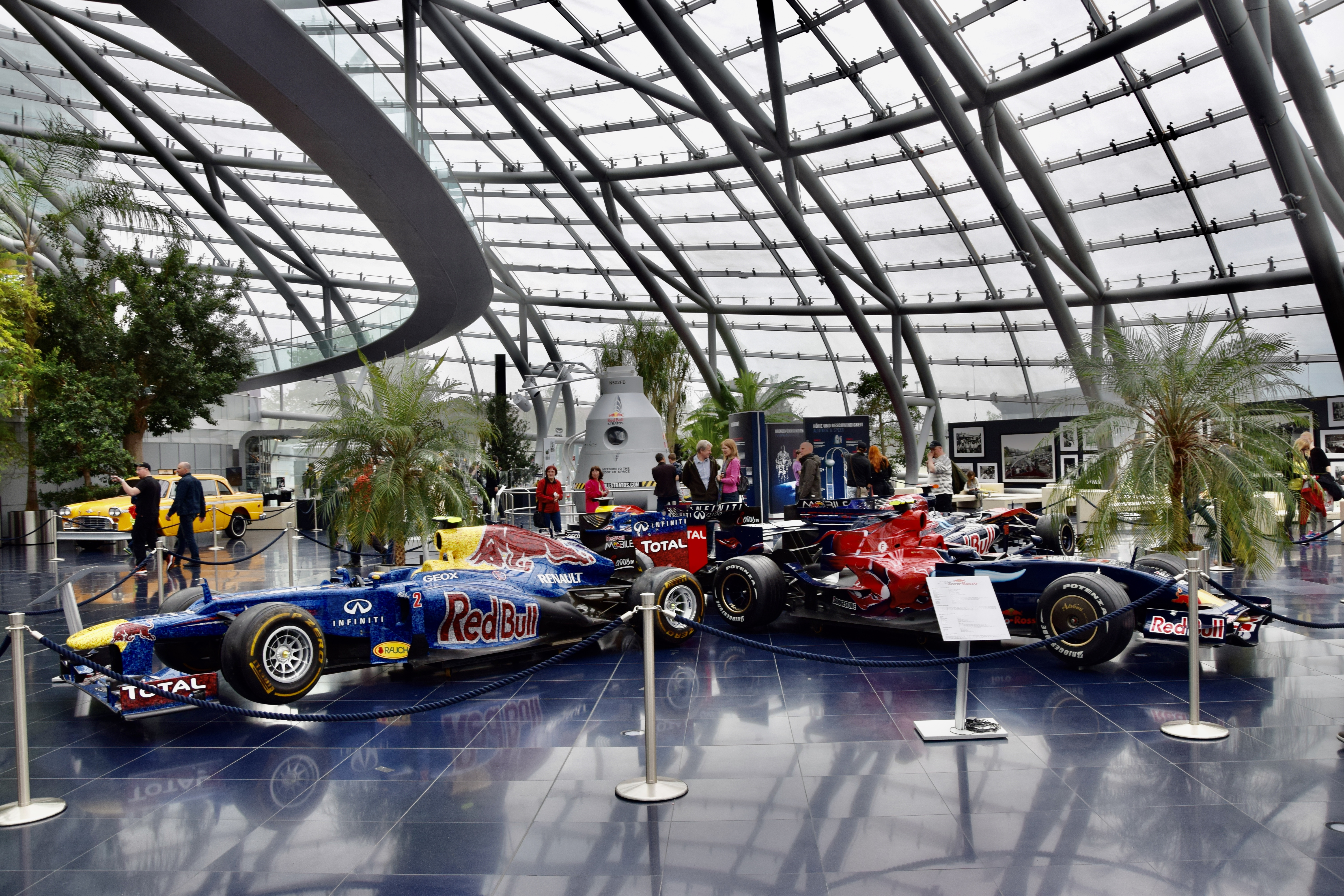
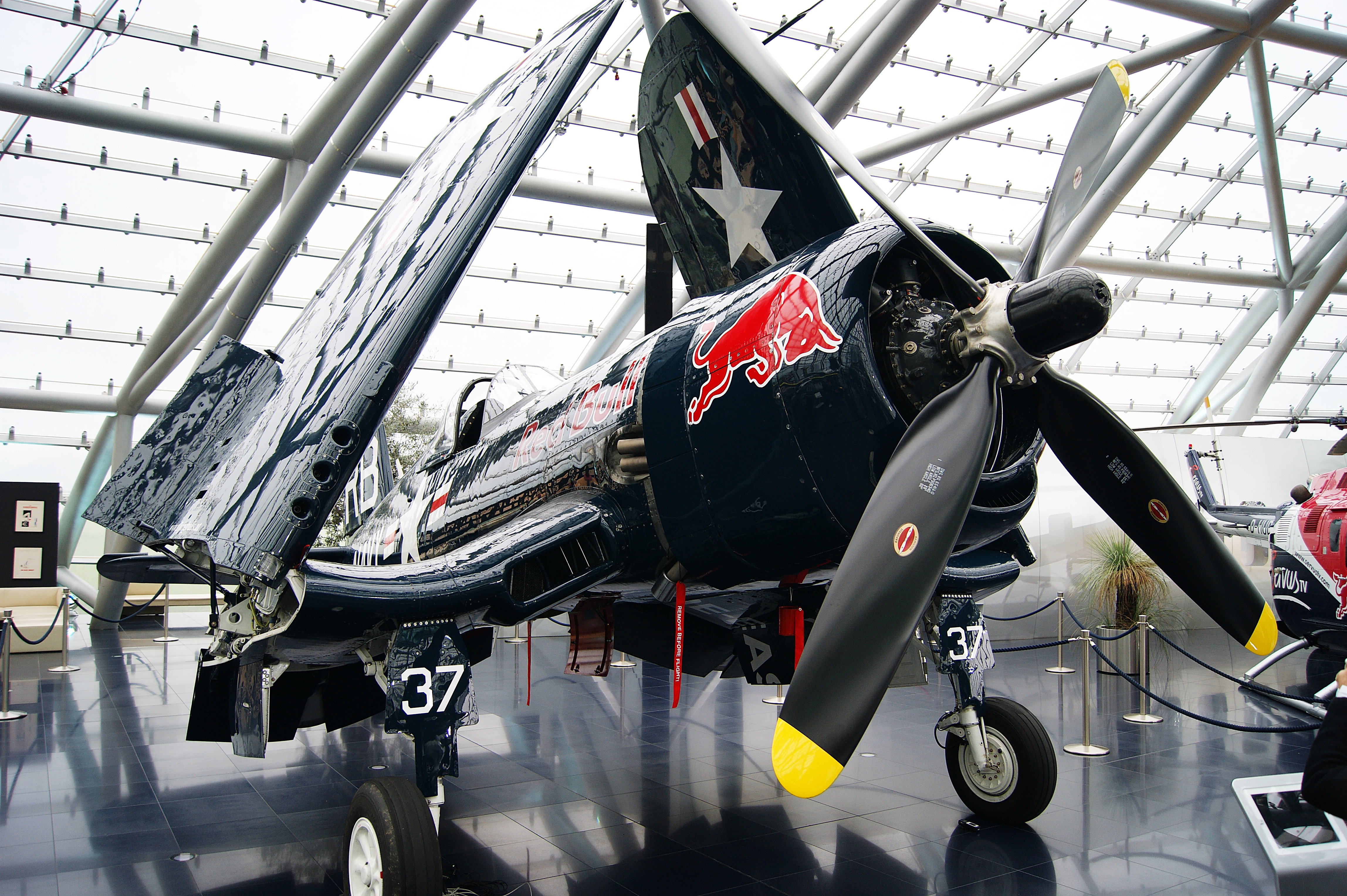
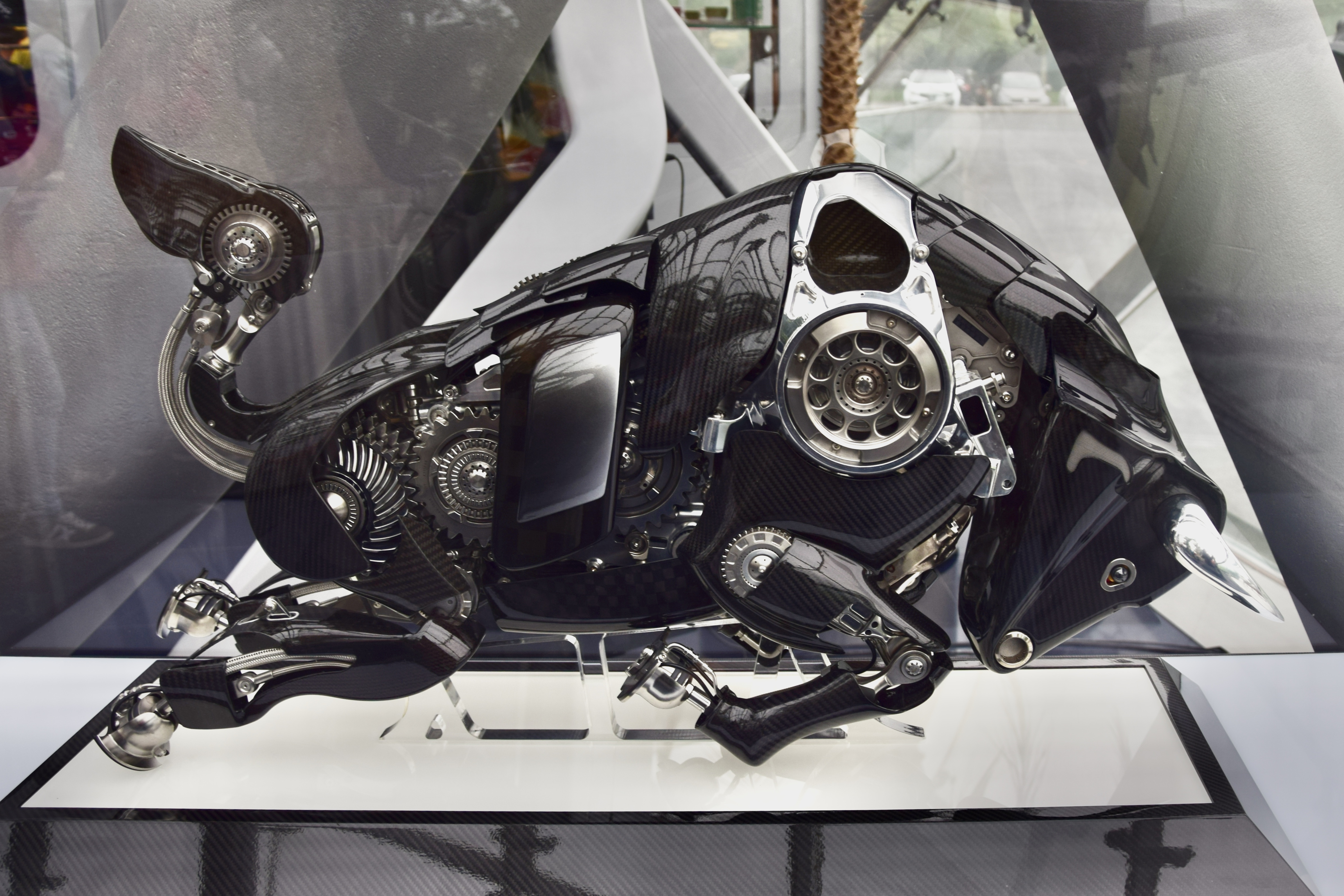